# Trachusa larreae
Trachusa larreae är en biart som först beskrevs av Cockerell 1897.  Trachusa larreae ingår i släktet hartsbin och familjen buksamlarbin. Inga underarter finns listade.

## Beskrivning
Ett bi med svart grundfärg och gula teckningar. På bakkroppen har de gula teckningar formen av nästan linjära tvärband.

## Ekologi
Trachusa larreae är ett solitärt (icke samhällsbildande) bi som framför allt lever i torra, ökenliknande habitat. Födomässigt är det en generalist, som hämtar näring hos blommande växter från flera olika familjer: Ärtväxter (som mesquitesläktet, jerusalemtörnesläktet, Cercidium och Psorothamnus), slideväxter (som ullsliden), pockenholtsväxter (som Larrea), indiankålväxter (som facelior), verbenaväxter (som verbenor) samt malvaväxter (som klotmalvor).

### Fortplantning
Larvbona anläggs i marken i kolonier. Bona består av en central hålighet från vilken flera larvceller radierar ekerformigt. Larvcellerna är 6 till 7,5 mm gånger 10 mm stora, och är byggda av jord blandad med kåda (växtharts – därav namnet hartsbin). Larverna övervintrar i kokongerna.

## Utbredning
Arten finns i sydvästra USA i delstaterna Kalifornien, Arizona, Nevada, New Mexico och Texas.